# シモンの空
『シモンの空』（L'Enfant d'en haut）は、ウルスラ・メイエ監督による2012年のドラマ映画である。第62回ベルリン国際映画祭のコンペティション部門で上映され、銀熊賞（特別表彰）を受賞した。
第85回アカデミー賞の外国語映画賞にはスイス代表として出品され、最終選考に残ったが、本選ノミネートには至らなかった。
日本では、2012年の第19回大阪ヨーロッパ映画祭にて『シスター』の題で上映された。その後、劇場公開されることなくWOWOWにて『シモンの空』の題で放映された。

## キャスト
- レア・セドゥ - ルイーズ

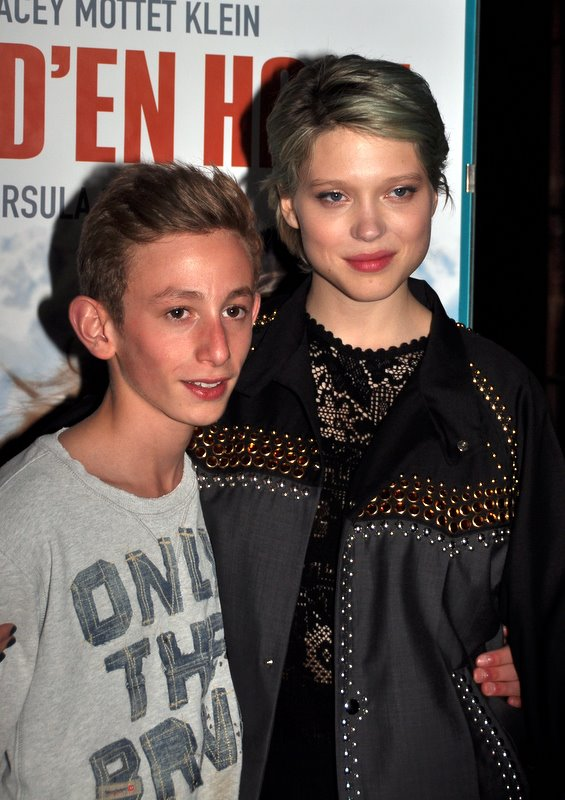
スクリーニングでのケイシー・モッテ・クラインとレア・セドゥ（2012年4月）。

- ケイシー・モッテ・クライン（フランス語版） - シモン
- ジリアン・アンダーソン - クリスティン
- マーティン・コムストン - マイク
- ジャン＝フランソワ・ステヴナン
- ヤン・トレグエ（英語版）

## 評価
Rotten Tomatoesでは60件のレビューで支持率は95%である。

### 受賞とノミネート
| 映画祭・賞                       | 部門               | 候補者                     | 結果       |
| -------------------------------- | ------------------ | -------------------------- | ---------- |
| ベルリン国際映画祭               | 金熊賞             | ウルスラ・メイエ           | ノミネート |
| ベルリン国際映画祭               | 銀熊賞（特別表彰） | ウルスラ・メイエ           | 受賞       |
| セザール賞                       | 有望若手男優賞     | ケイシー・モッテ・クライン | ノミネート |
| インディペンデント・スピリット賞 | 外国映画賞         | 『シモンの空』             | ノミネート |